# Defenzív programozás
A defenzív programozás a defenzív tervezésnek egy olyan formája, amelynek az a szándéka, hogy biztosítsa a szoftver bizonyos részeinek folyamatos működését előreláthatatlan körülmények (például helytelen bevitelek) között. Gyakran használják, amikor szükség van magas szintű elérhetőségre és megbízhatóságra.
A defenzív programozás a szoftvert és a forráskódot hivatott javítani a következő szempontok alapján:
- Általános minőség – csökkenteni a szoftverhibákat és problémákat
- A forráskód érthetővé tétele – a forráskódnak olvashatónak és érthetőnek kell lennie, jóváhagyhatónak kódellenőrzéssel
- A szoftver viselkedését kiszámíthatóvá kell tenni váratlan bevitel és felhasználói cselekedetek esetén is

A túlzásba vitt defenzív programozás (mely olyan problémákat is próbál kezelni, amelyek soha nem merülhetnek fel) növeli a futási időt és a karbantartási költségeket; továbbá túl sok kivételt kezel, így potenciálisan észrevétlen, helytelen eredményeket adhat.

## Biztonságos programozás
A biztonságos programozás a defenzív programozás egyik alfaja, amiben a számítógép biztonsága érintett. Itt a biztonság az elsődleges, nem a megbízhatóság vagy elérhetőség (lehet, hogy a szoftver bizonyos módon meghibásodhat). Mint mindenfajta defenzív programozásnak, ennek is szoftverhibák elkerülése az elsődleges célja; azonban a motiváció nem az, hogy csökkentse a meghibásodás valószínűségét normál működés esetén, hanem hogy csökkentse a támadási felületet. A programozónak tisztában kell lennie azzal, hogy a szoftvert nem a rendelkezésnek megfelelően használják, és megpróbálják rosszindulatúan kihasználni a szoftverhibákat.
```
int
 
risky_programming
(
char
 
*
input
)
 
{

  
char
 
str
[
1000
];
 

  

  
// ...

  

  
strcpy
(
str
,
 
input
);
  
// Bevitel másolása.

  

  
// ...

}

```

A függvény meghatározatlan viselkedést eredményez, ha a bevitel meghaladja az 1000 karaktert. Egyes kezdő programozók ezt nem tekintik problémának, mert feltételezik, hogy egyetlen felhasználó sem ír be ilyen hosszú bemenetet; a valóságban azonban lehetővé teszi a puffertúlcsordulás kihasználását. A megoldás erre az esetre:
```
int
 
secure_programming
(
char
 
*
input
)
 
{

  
char
 
str
[
1000
+
1
];
  
// Még egy karakter a null számára.

  
// ...

  
// Bevitel másolása a cél hosszának túllépése nélkül

  
strncpy
(
str
,
 
input
,
 
sizeof
(
str
));
 

  
// Ha strlen(input) >= sizeof(str), akkor az strncpy nem végződik null-lal.  

  
// Ekkor a puffer utolsó karakterét mindig null-ra állítjuk,

  
// elvágva a bevitelt az általunk kezelhető maximális hosszúságnál.

  
// Dönthetünk úgy is, hogy megszakítjuk a programot, ha a bevitel túl hosszú.

  
str
[
sizeof
(
str
)
 
-
 
1
]
 
=
 
'\0'
;

  
// ...

}

```

## Offenzív programozás
Az offenzív (támadó) programozás a defenzív programozásnak egy olyan kategóriája, amely arra összpontosít, hogy bizonyos hibákat nem kell defenzíven kezelni. Itt csak a kívülről származó hibákat (mint például a felhasználói bevitelt) kezelik, és megbíznak a szoftver, valamint a program védelmi vonalán belüli adatok helyességében. 

### Megbízás a belső adatok helyességében

#### Túlságosan defenzív programozás
```
const
 
char
*
 
trafficlight_colorname
(
enum
 
traffic_light_color
 
c
)
 
{

    
switch
 
(
c
)
 
{

        
case
 
TRAFFICLIGHT_RED
:
    
return
 
"red"
;

        
case
 
TRAFFICLIGHT_YELLOW
:
 
return
 
"yellow"
;

        
case
 
TRAFFICLIGHT_GREEN
:
  
return
 
"green"
;

    
}

    
return
 
"black"
;
 
// Nem működő lámpaként kell kezelni.

    
// Figyelem: Az utolsó 'return' utasítás egy optimalizáló fordító elveti, ha a

    
// 'traffic_light_color' összes lehetséges értéke szerepel a 'switch' utasításban

}

```

#### Offenzív programozás
```
const
 
char
*
 
trafficlight_colorname
(
enum
 
traffic_light_color
 
c
)
 
{

    
switch
 
(
c
)
 
{

        
case
 
TRAFFICLIGHT_RED
:
    
return
 
"red"
;

        
case
 
TRAFFICLIGHT_YELLOW
:
 
return
 
"yellow"
;

        
case
 
TRAFFICLIGHT_GREEN
:
  
return
 
"green"
;

    
}

    
assert
(
0
);
 
// Ellenőrzés, hogy ez a szakasz elérhetetlen.

    
// Figyelem: Az 'assert' függvényt egy optimalizáló fordító elveti, ha a

    
// 'traffic_light_color' összes lehetséges értéke szerepel a 'switch' utasításban

}

```

### Megbízás a szoftver-elemekben

#### Túlságosan defenzív programozás
```
if
 
(
is_legacy_compatible
(
user_config
))
 
{

    
// Stratégia: Ne bízzunk abban, hogy az új kód ugyanúgy viselkedik 

    
old_code
(
user_config
);

}
 
else
 
{

    
// Alternatíva: Ne bízzunk abban, hogy az új kód kezeli ugyanazokat az eseteket

    
if
 
(
new_code
(
user_config
)
 
!=
 
OK
)
 
{

        
old_code
(
user_config
);

    
}

}

```

#### Offenzív programozás
```
// Számítsunk arra, hogy az új kódnak nincsenek új hibái

if
 
(
new_code
(
user_config
)
 
!=
 
OK
)
 
{

    
// Tudassuk, hogy gond van, és lépjünk ki

    
report_error
(
"Ez nem jött össze"
);

    
exit
(
-1
);

}

```

## Technikák
Néhány defenzív programozási technika:

### Forráskód intelligens újrafelhasználása
Ha van egy tesztelt és működő kód, annak újrahasználata lecsökkenti az új hibák felbukkanásának esélyét. Ennek ellenére a kód-újrafelhasználás nem mindig jó gyakorlat, mivel felerősíti az eredeti kódra mért esetleges támadás következményeit. Ebben az esetben az újrafelhasználás komoly üzleti folyamathibákat okozhat.

#### Örökölt problémák
Mielőtt újrafelhasználásra kerül a régi forráskód, könyvtárak, API-k, konfigurációk és így tovább, meg kell győződni arról, hogy van-e értelme azokhoz ragaszkodni, és nem fognak-e inkább probléma-öröklődéshez vezetni. Ha a régi megoldásoktól azt várják el, hogy a mai követelményeknek megfelelően működjenek (különösen akkor, amikor azokat nem fejlesztették vagy tesztelték az új igényeknek megfelelően), akkor valószínűleg örökölt problém1<k fognak megjelenni.
Sok szoftverterméknek problémája akadt a régi, örökölt forráskóddal:
- Lehetséges, hogy a régi kódot nem a defenzív programozás alapján tervezték, így sokkal alacsonyabb minőségű lehet, mint egy újonnan írt forráskód.

- Lehetséges, hogy a régi kódot olyan körülményekhez írták és tesztelték, amelyek ma már nem alkalmazandóak. A régi minőségbiztosítási tesztek már nem érvényesek. Példák:
  - A régi kódot ASCII bevitelre tervezték, de a mostani bevitel UTF-8.
  - A régi kódot 32 bites architektúrákon kompilálták és tesztelték, de 64 bites architektúrákra fordítva aritmetikai problémák merülhetnek fel (előjelek, típuskényszerítés stb).
  - A régi kódot offline gépekre írták, és a hálózati kapcsolat hozzáadásával sebezhetővé válik.

- A régi kód nem tartja szem előtt az új problémákat. Például egy 1990-ben írt forráskód valószínűleg sok kódinjekciós sebezhetőségre hajlamos, mivel a legtöbb ilyen problémát akkor még nem ismerték széles körben.

Ismert példák az örökölt problémákra:
- BIND, amelynek problémáit Paul Vixie és David Conrad ismertette,[1] a biztonságot, robusztusságot, skálázhatóságot és az új protokolokat megnevezve, mint a fő okokat, hogy újraírják a régi kódot.

- A Microsoft Windows „metafájl sebezhetősége” és a WMF formátumhoz kapcsolódó egyéb biztonsági rések. A Microsoft Security Response Center szerint mikor 1990 körül bevezették a WMF-támogatást, még nem a Microsoft biztonsági kezdeményezései alapján dolgoztak.[2]

- Az Oracle is küzd az örökölt problémákkal, például a régi forráskóddal, amely nem kezelte a SQL-injekciót és a privilégium-eszkalációt, és ez számos biztonsági rést eredményezett, amelyek elhárítása időt vett igénybe, és egyesekre hiányos javításokat készítettek. Ez komoly kritikákat váltott ki olyan biztonsági szakértők részéről, mint David Litchfield, Alexander Kornbrust, Cesar Cerrudo.[3][4][5] További kritika, hogy az alapértelmezett telepítések (nagyrészt a régi verziók örökségei) nincsenek összhangban az Oracle saját biztonsági ajánlásaival, például az Oracle Database Security Checklist-tel, amelyet nehéz módosítani, mivel sok alkalmazás megköveteli a örökölt (és kevésbé biztonságos) beállításokat a megfelelő működéshez.

### Kanonizálás
A rosszindulatú felhasználók valószínűleg újfajta adatábrázolásokat találnak ki helytelen bevitelhez. Például, ha egy program megpróbálja elutasítani az "/etc/passwd" fájlhoz való hozzáférést, akkor a cracker más formában adhatja meg a fájlnevet, például "/etc/./passwd". A kanonizációs könyvtárak alkalmazhatók a nemkanonikus bemenet által okozott hibák elkerülésére.

### Alacsony tolerancia "potenciális" hibák ellen
Tegyük fel, hogy a problémára hajlamos kódkonstrukciók (hasonlóan az ismert sebezhetőségekhez stb) programhibák és potenciális biztonsági hibák. Az alapvető ökölszabály: „Nem ismerem az exploitok minden típusát. Védekeznem kell azok ellen, amelyeket ismerem, utána pedig proaktívnak kell lennem!”

### Egyéb technikák
- Az egyik legáltalánosabb probléma a konstans méretű struktúrák és függvények ellenőrizetlen használata dinamikus méretű adatokhoz (a puffertúlcsordulás problémája). Ez különösen általános a szöveges bevitelnél C-ben. Olyan C függvényeket, mint például a gets, soha nem szabad használni, mivel a bemeneti puffer maximális mérete nem szerepel paraméterként. Azonban a scanf biztonságosan használható, bár követelmény, hogy a programozó használat előtt ellenőrizze a bevitelt.

- A hálózatokon keresztül továbbított összes fontos adat titkosítása / hitelesítése. Ne próbáljunk meg saját titkosítási sémát megvalósítani, használjunk bevált sémákat.

- Minden adat fontosnak tekintendő, amíg ellenkezője be nem bizonyosodik.

- Minden adat hibásnak tekintendő, amíg ellenkezője be nem bizonyosodik.

- Minden kód károsnak tekintendő, amíg ellenkezője be nem bizonyosodik.
  - Semmilyen kódnak a biztonságát nem lehet bebizonyítani, ami a felhasználóktól származik, vagyis „soha ne bízz az ügyfélben”.

- Ha egy adat helyességét kell ellenőrizni, akkor azt kell vizsgálni, hogy helyes-e, nem pedig azt, hogy helytelen-e.

- Szerződésalapú programozás
  - A szerződésalapú programozás előfeltételeket, utófeltételeket és invariánsokat használ annak biztosítására, hogy a megadott adatok (és a program egészének állapota) tiszta. Ez lehetővé teszi a kód számára, hogy dokumentálja feltételezéseit, és biztonságos módon tegye ezt. Például a függvény vagy metódus argumentumai érvényességének ellenőrzése a függvény törzsének végrehajtása előtt. A függvény törzse után az állapot vagy más tárolt adatok, valamint a visszaadott érték ellenőrzése is javallott.

- Állítások (más néven asszertív programozás) 
  - A függvényeken belül kívánatos ellenőrizni (assert), hogy nem egy érvénytelen (null) adatot kívánunk referenciálni, és hogy a tömb hossza érvényes-e az elemek hivatkozása előtt, különösen az ideiglenes / helyi példányok esetében. Jó módszer az is, ha nem bízunk azokban a könyvtárakban, amelyeket nem magunk írtunk, és mindig ellenőrizzük az onnan kapott adatokat. Ezekhez gyakran ajánlott létrehozni egy kis "érvényesítő" és "ellenőrző" naplózó függvénykönyvtárat, hogy nyomon kövessük az utat és csökkentsük a debug szükségességét. A naplózási könyvtárak és a aspektusorientált programozás megjelenésével a védekező programozás körülményes aspektusai enyhültek.

- Kivételek visszaadása kódok helyett
  - Általánosságban elmondható, hogy előnyösebb olyan érthető kivételüzeneteket dobni, amelyek dokumentálva vannak az API-ban egyszerű kódok visszaadása helyett.

## Fordítás
Ez a szócikk részben vagy egészben  a   Defensive programming című angol Wikipédia-szócikk ezen változatának fordításán alapul.  Az eredeti cikk szerkesztőit annak laptörténete sorolja fel. Ez a jelzés csupán a megfogalmazás eredetét és a szerzői jogokat jelzi, nem szolgál a cikkben szereplő információk forrásmegjelöléseként.